# Убойная лига
«Убойная лига» — гумористичне шоу на телеканалі ТНТ. Ведучий — Леонід Школьник. До 14 березня 2009 — Павло «Сніжок» Воля і Володимир «Динаміт» Турчинський. Вперше було показано 25 серпня 2007.

## Правила
- В «Забійній лізі» беруть участь фіналісти програми «Сміх без правил», у кожній програмі беруть участь 6 учасників.
- У кожному раунді учасники поповнюють призовий фонд. Наприкінці програми судді обирають найкращого учасника, дует чи тріо (але такі склади з'являються вкрай рідко) і всі гроші з банку отримує переможець.
- У першому раунді учасники повинні виконати гумористичні номери, за які члени журі можуть дати 24, 36 або 48 тисяч рублів (проте був випадок, коли в 112 випуск дует «В штанах» спільно з Антоном Макарським виграв 60 тисяч рублів в першому раунді).
- У другому раунді учасники повинні закінчити жарти, надіслані телеглядачами. У випадку, якщо журі віддадуть перевагу телеглядачеві, то з призового фонду глядач отримує одну шосту (6 — кількість учасників або дуетів) від грошей, зароблених у першому турі.
- У третьому раунді учасники називають ставку в розмірі, що не перевищує 60000 рублів. і обіграють тему, придуману глядачами із залу.
- Четвертий раунд — суперфінал, де двоє найкращих гладіаторів б'ються за грошовий приз в одному з перерахованих типів суперфіналу: мініатюра із зіркою (учасники повинні виконати мініатюру з одним із членів журі), крилата фраза (Учасники показують задану сценку з використанням відомої цитати), фрістайл та імпровізація з предметом.

## Рейтинги
У 2007 році програма вийшла на перше місце в часовому проміжку від 23:30 до 00:30, обігнавши програми найбільших телеканалів (у аудиторії від 15 до 30 років).
У 101 випуск «Забійній ліги» брали участь резиденти Comedy club: Тимур Батрутдінов, Віктор Васильєв, Андрій Аверін, Зураб Мату, Олександр Незлобін. У 112 випуск «Забійній ліги» нарівні з гладіаторами виступали Олександр Панайотов, Вікторія Морозова, В'ячеслав Жеребкін, Тимур Родрігез, Максим Покровський і Антон Макарський. У «Золотому сезоні» «Сміху без правил» в «Забійну лігу» також пройшов дует «Кисіль і журавлина» (Андрій Бурим і Олександр Зарубей), але вони жодного разу не виступили в програмі.
Більшість учасників — колишні КВН щики, що грали в телевізійних лігах.

## Зміна провідних
10 сезон Забійній ліги повинен пройти з новими ведучими. Ними повинні були стати учасники дуету «Бидло» Олексій Смирнов і Антон Іванов. Але ведучим став Леонід Школьник.
А Олексій Смирнов і Антон Іванов стали ведучими програми «Сміх без правил» на сезон 2009 року.